# Anna Unterberger
Anna Unterberger (født 23. september 1985 i Bolzano, Italien) er en italiensk skuespillerinde og sangerinde med dansk mor.[kilde mangler]

## Filmografi
- Mein Kampf (2009)
- I ondskans tjänst (2010)
- Am Ende des Tages (2011)
- Großstadtrevier (tv-serie, 2012)
- Die Vermessung der Welt (2012)